# Hakeem Olajuwon
Hakeem Abdul Olajuwon (Lagos, 21 gennaio 1963) è un ex cestista nigeriano naturalizzato statunitense.
Soprannominato The Dream, ha legato il suo nome alla città di Houston dove, tra college e NBA, ha passato 20 anni, per poi concludere la sua carriera a Toronto.
Considerato tra i migliori cestisti di sempre e uno dei migliori difensori di sempre, è stato chiamato alla prima scelta assoluta al Draft NBA del 1984, nella sua carriera ha vinto due titoli, un MVP della regular season, due Defensive Player of the Year Award e due MVP delle finali, diventando uno dei soli tre cestisti di sempre a vincere questi tre premi insieme a Michael Jordan e Giannis Antetokounmpo.
Tra i tre sopracitati è l'unico ad aver vinto il titolo, MVP, Difensore dell'anno e Final MVP in una singola stagione, quella 1993-1994, oltre ad essere l'unico cestista nella storia NBA ad avere almeno 2.000 palle rubate e 3.000 stoppate nella stagione regolare.
È annoverato tra i massimi rappresentanti del ruolo del centro, contribuendo anche alla formazione delle generazioni a venire.
È stato selezionato a 12 All-Star Game, 12 All-NBA Team e a 9 All-Defensive Team. È uno dei soli quattro cestisti nella storia ad avere fatto registrare una quadrupla doppia, insieme a David Robinson, Nate Thurmond e Alvin Robertson.
Nel 2008 è stato introdotto nella Naismith Memorial Basketball Hall of Fame e nel 2016 nella FIBA Hall of Fame.

## Biografia
Olajuwon è nato a Lagos, in Nigeria in una famiglia di etnia Yoruba, terzo di otto fratelli. Durante la gioventù, Olajuwon giocava a calcio come portiere, il che gli ha conferito l'agilità che porterà poi nel basket e ha anche contribuito alla sua capacità di bloccare i tiri. Olajuwon non ha giocato a basket fino all'età di 15 anni al liceo, quando è entrato in un torneo locale mentre era al Muslim Teachers College di Lagos. Nel 1980 Olajuwon è emigrato dalla Nigeria per giocare a basket all'Università di Houston.
Il 9 marzo 1991 ha modificato il suo nome da Akeem nella forma più convenzionale Hakeem.
Nel 1996 ha scritto, con lo scrittore Peter Knobler la sua autobiografia intitolata Living the Dream.
Sua figlia è l'ex giocatrice WNBA Abi Olajuwon.

## Caratteristiche tecniche
Alto 213 cm per 116 kg, Hakeem è stato un centro molto versatile, eccellente tanto in difesa quanto in attacco. Michael Jordan, che giocò nello stesso periodo di Olajuwon, lo elogiò per la sua completezza e versatilità, a detta sua unica per il suo ruolo.

### Difesa
In difesa, la sua rara combinazione di rapidità e forza gli ha permesso di difendere efficacemente su un'ampia gamma di giocatori. Oltre che essere un eccezionale stoppatore e rimbalzista, era noto per il suo talento nel rubare la palla, caratteristica insolita per i lunghi come Olajuwon. Ha concluso la sua carriera con 3,09 stoppate, 11,1 rimbalzi e 1,75 palle rubate di media a partita. È stato tre volte leader stagionale in stoppate (1989-90, 1990-91, 1992-93) e due volte in rimbalzi (1988-89, 1989-90). Ad oggi è 1° per stoppate (3.830), 14° per rimbalzi (13.748) e 10° per palle rubate (2.162) nella storia della NBA. È stato nominato due volte miglior difensore dell'anno ed è stato selezionato nove volte negli All-Defensive Team.

### Attacco
In attacco, Olajuwon era famoso per il suo agile gioco di gambe nel post basso, utilizzando una vasta gamma di finte e giravolte. Giocatore prolifico, nell'arco della sua carriera ha mantenuto una media di 21,8 punti a partita. È uno dei soli quattro giocatori ad aver registrato una quadrupla doppia nella storia della NBA.
Dream Shake
Olajuwon si è affermato come un giocatore offensivo insolitamente abile per essere un centro, perfezionando una serie di finte e giravolte eseguite con incredibile velocità, passate alla storia come "Dream Shake". Olajuwon ha dichiarato che il Dream Shake deriva dalle mosse che eseguiva quando giocava a calcio.
Olajuwon, in un'intervista per la rivista cestistica SLAM, ha descritto la sua mossa caratteristica nel dettaglio: "Quando il playmaker mi lancia la palla, salto per prenderla. Il difensore sta aspettando che atterri perché ho saltato ma nel frattempo me ne sono già andato. I difensori dicono "Wow, è veloce". Prima di atterrare, faccio la mia mossa. Quando salto, mi giro mentre atterro. Boom! Il difensore non può reagire perché sta ancora aspettando che atterri per difendermi. Ora deve reagire a quello scatto, quindi posso fare una finta e andare dall'altra parte per eseguire il gancio. Tutto questo fa parte del Dream Shake."

## Carriera

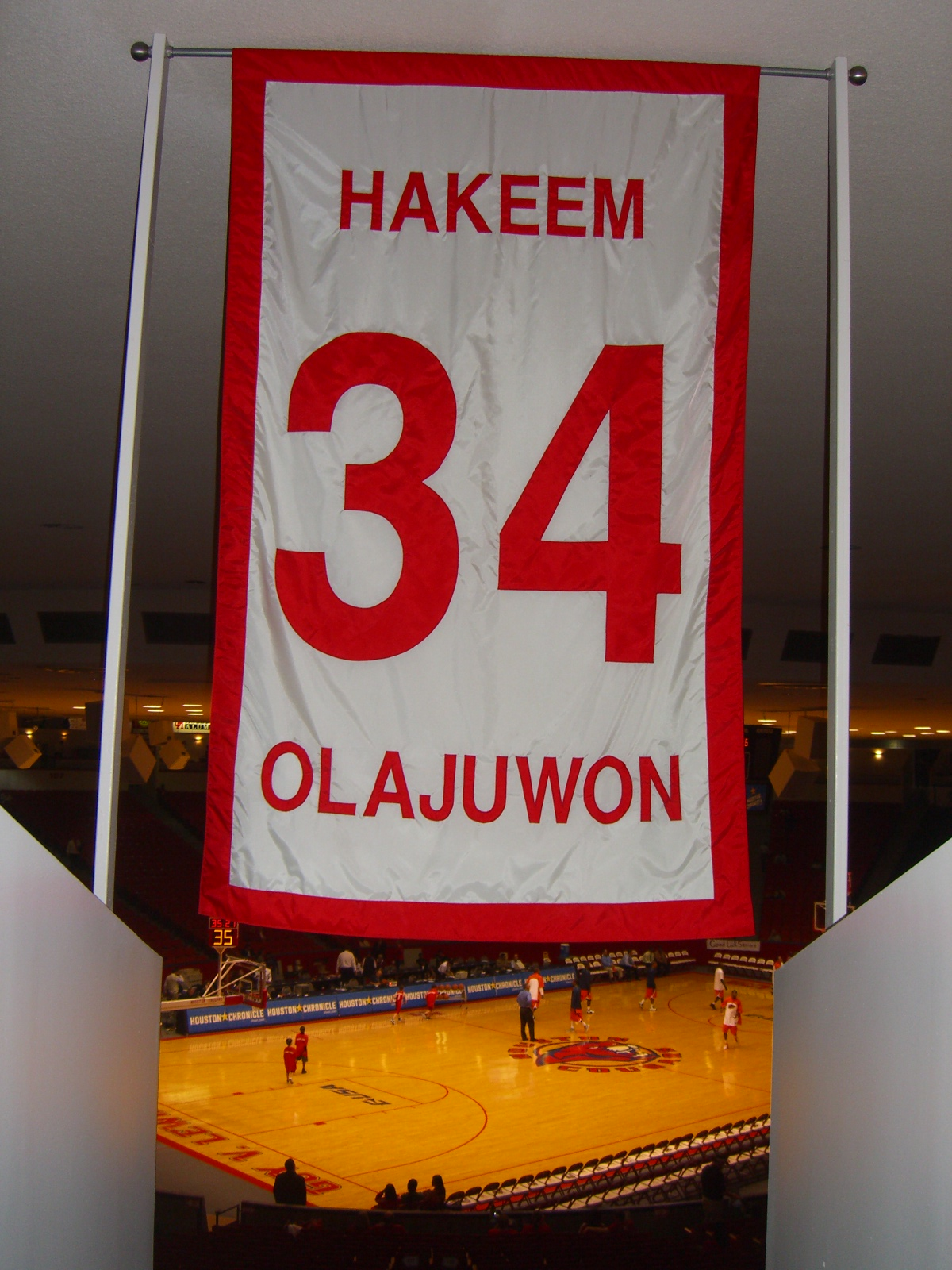
La maglia ritirata di Olajuwon all'Università di Houston

### Università
Dopo pochi anni di gioco Hakeem, giovanissimo, si trasferì negli Stati Uniti e si iscrisse all'Università di Houston. Il suo primo impatto non fu dei migliori: ad aspettarlo all'aeroporto di Houston non c'era infatti nessuno, e il ragazzo dovette raggiungere il college con un taxi. Lo staff tecnico della Houston University non era perfettamente al corrente di quale fosse il suo effettivo potenziale, poiché il giocatore era stato visionato solo da un amico dell'allora allenatore dei Cougars Guy Lewis. A Houston fu compagno di squadra di Clyde Drexler, suo futuro compagno anche negli Houston Rockets. Insieme, grazie alle loro fantastiche schiacciate ed alle spettacolari azioni in contropiede, fecero attribuire ai Cougars (nome della squadra collegiale della Houston University) l'appellativo Phi slama jama (in italiano si può tradurre come La confraternita della schiacciata). Olajuwon riuscì a portare la sua squadra a tre Final Four NCAA consecutive (1982-1984); i Cougars raggiunsero due volte la finale, ma furono sconfitti sia nel 1983 sia l'anno successivo. Nonostante la sconfitta patita in finale, nel 1983 Hakeem fu eletto miglior giocatore del torneo NCAA, ultimo giocatore (al 2022) ad aver vinto il premio pur militando nella squadra perdente.

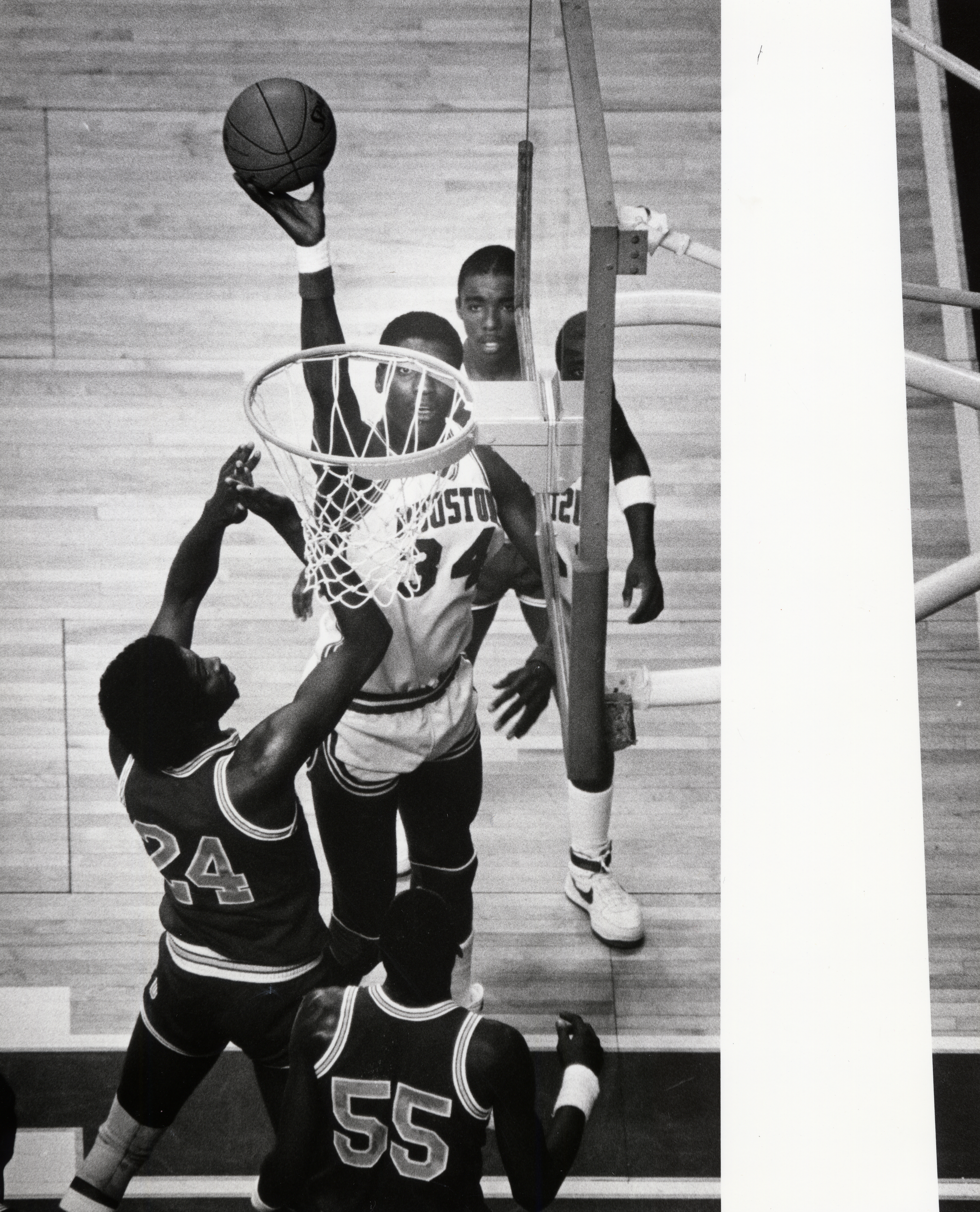
Olajuwon con gli Houston Cougars

### NBA

#### Primi anni
Dopo una carriera universitaria tra le migliori di sempre, Olajuwon venne scelto proprio dagli Houston Rockets come prima scelta del draft NBA del 1984, uno dei draft più ricchi di sempre, dato che vennero scelti anche altre stelle come Michael Jordan, Charles Barkley e John Stockton, tra gli altri.
Arrivato a Houston, formò uno dei primi esperimenti delle cosiddette Twin Towers (l'utilizzo, cioè, di due pivot) insieme a Ralph Sampson. Nel campionato 1985-86 i Rockets arrivarono in finale contro i Boston Celtics di Larry Bird ed Olajuwon dimostrò la sua inesperienza del mondo NBA dichiarando, senza malizia, che lui della tradizione dei Celtics non sapeva niente. Gli rispose per le rime Larry Bird, il quale disse che se non sapeva niente allora avrebbe subito un corso di storia del basket. I Rockets si comportarono molto bene ma la front line dei Celtics (formata da Larry Bird, Robert Parish, Kevin McHale e Bill Walton) era decisamente troppo forte per le due torri di Houston. La finale si chiuse così 4-2 per i Celtics.

#### 1986-1993: esplosione e delusioni in postseason

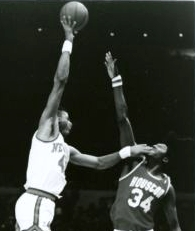
Hakeem Olajuwon tenta di stoppare Jawann Oldham.

Fallito l'esperimento delle Twin Towers, Houston entrò in un periodo di magri successi. All'inizio degli anni novanta, Hakeem fu addirittura sul punto di essere ceduto, data la sua frustrazione per le scarse prospettive per i Rockets. Tra il 1987 e il 1991 la squadra texana, pur giocando sempre i playoff, non arrivò mai oltre il secondo turno, nonostante Olajuwon si rivelasse tra le stelle della Lega: il 29 marzo 1990, mettendo a referto 18 punti, 16 rimbalzi, 10 assist e 11 stoppate contro i Milwaukee Bucks, divenne il terzo giocatore nella storia dell'NBA a realizzare una quadrupla doppia (impresa peraltro già sfiorata meno di un mese prima, quando realizzò 29 punti, 18 rimbalzi, 11 stoppate e 9 assist contro i Golden State Warriors).
Nel 1992 i Rockets, pur con una stagione vincente, mancarono l'accesso alla postseason: l'arrivo di Rudy Tomjanovich in panchina (al posto di Don Cheney) e il formarsi di un nucleo di buoni giocatori attorno ad Hakeem (Kenny Smith, Vernon Maxwell, Otis Thorpe; dal draft Sam Cassell e Robert Horry) portarono a una svolta. La stagione successiva la squadra fece registrare il suo miglior record di vittorie di sempre di allora, Olajuwon vinse il titolo di migliore difensore, e trascinò i suoi compagni al secondo turno dei playoff, dove però furono battuti dai SuperSonics per la terza volta nelle ultime 6 postseason.

#### La consacrazione: il repeat

##### Stagione 1993-94
Houston si ripresentò in finale nel primo dei due anni dell'NBA senza Michael Jordan ed i suoi Chicago Bulls, che avevano vinto il titolo per tre volte consecutive nei tre anni precedenti. Olajuwon fu nominato MVP della lega e in finale si trovò di fronte uno dei centri più forti del momento, Patrick Ewing dei New York Knicks, ma nonostante ciò il pivot di Houston si dimostrò superiore. Tutte le partite disputate contro i Knicks furono combattutissime, e Hakeem dovette esprimersi al meglio sotto tutti gli aspetti del suo gioco per tenere testa alla rude e sporca difesa di New York. La serie fu vinta dai Rockets in gara sette al Summit, ma Hakeem aveva salvato la sua squadra nella precedente partita, grazie ad una fantastica stoppata all'ultimo secondo sul tiro di John Starks.
Quello vinto contro i Knicks fu il primo titolo per Olajuwon e i Rockets; Hakeem riuscì a coronare la sua fantastica stagione: infatti dopo aver vinto l'MVP della stagione regolare ed il premio di miglior giocatore difensivo dell'anno, fu anche eletto MVP delle finali. Resta l'unico giocatore della storia ad avere conquistato questi tre riconoscimenti nella stessa stagione.

##### Stagione 1994-95
La stagione successiva si aprì nel migliore dei modi. Houston inanellò una serie di ottime prestazioni a inizio stagione, ma successivamente qualcosa nel meccanismo della squadra texana si ruppe. Gli equilibri interni saltarono e Houston vide una decisa involuzione del suo gioco. Si optò così per apportare una modifica, acquistando Clyde Drexler, dai Portland Trail Blazers, in cambio di Otis Thorpe e Vernon Maxwell. Hakeem in questo modo si ricongiunse con il suo vecchio compagno di college ed insieme riuscirono a raggiungere i play-off, in forte dubbio prima dello scambio (invero criticato da più parti).
Hakeem durante la postseason raggiunse l'apice del suo rendimento, esprimendo livelli di gioco altissimi. Pur partendo solo con il sesto record di Conference, Houston eliminò al primo turno i Jazz e al secondo i Phoenix Suns (in questa serie Houston riuscì a rimontare da uno svantaggio di 3 a 1 per i Suns, vincendo la serie in sette partite). In finale di Conference i Rockets si scontrarono con la migliore squadra dell'ovest, i San Antonio Spurs. Una volta approdato alle finali di conference, Olajuwon diede il meglio di sé, primeggiando sull'allora MVP della lega David Robinson: realizzò 35 punti di media contro i 25 del pivot rivale. Gli Spurs furono battuti in sei gare.
In finale contro gli Orlando Magic Olajuwon si scontrò con quello che da lì a poco tempo sarebbe diventato uno dei più forti centri della lega, Shaquille O'Neal, all'epoca giovanissimo. Ancora una volta però "The Dream" riuscì a sconfiggere la strapotenza fisica di "Shaq", utilizzando le sue fantastiche doti tecniche. Per i Rockets fu il secondo titolo consecutivo, questa volta vinto per 4-0, che si aggiunse al secondo premio di MVP delle finali per Olajuwon.

#### Fine carriera
Negli anni successivi Olajuwon continuò ad essere uno dei migliori centri della lega, ma anche a causa di infortuni perse parte di quella mobilità che lo aveva contraddistinto. Nella stagione 1996-97 arrivò ad un passo da un'altra finale: i suoi Rockets, che schieravano oltre a Drexler anche Charles Barkley, dovettero arrendersi in Finale di Conference agli Utah Jazz di Karl Malone e John Stockton. Olajuwon concluse la sua carriera nei Toronto Raptors durante la stagione 2001-02.

### Nazionale
Fu convocato dal coach Lenny Wilkens per partecipare alle Olimpiadi di Atlanta nell'estate del 1996, con una squadra di grandi giocatori composta tra gli altri da: David Robinson, Shaquille O'Neal, John Stockton e Gary Payton. Proprio per la caratura dei suoi componenti, il gruppo fu chiamato come Dream Team 2 (la squadra dei sogni), in onore della storica Nazionale del 1992. La Nazionale statunitense vinse agevolmente la medaglia d'oro in finale sulla Jugoslavia.
In carriera ha segnato 21,8 punti, catturato 11,1 rimbalzi, distribuito 2,5 assist e 3,1 stoppate in media a partita.

## Statistiche
| † | Denota le stagioni in cui ha vinto il titolo |
| * | Primo nella lega                             |
| * | Record                                       |

### NCAA
| Anno     | Squadra         | PG  | PT | MP   | TC%  | 3P% | TL%  | RP   | AP  | PRP | SP  | PP   |
| -------- | --------------- | --- | -- | ---- | ---- | --- | ---- | ---- | --- | --- | --- | ---- |
| 1981-82  | Houston Cougars | 29  | -  | 18,2 | 60,7 | —   | 56,3 | 6,2  | 0,4 | 0,9 | 2,5 | 8,3  |
| 1982-83  | Houston Cougars | 34  | -  | 27,4 | 61,1 | —   | 59,5 | 11,4 | 0,9 | 1,4 | 5,1 | 13,9 |
| 1983-84  | Houston Cougars | 37  | -  | 34,1 | 67,5 | —   | 52,6 | 13,5 | 1,3 | 1,6 | 5,6 | 16,8 |
| Carriera | Carriera        | 100 | -  | 27,2 | 63,9 | -   | 55,5 | 10,7 | 0,9 | 1,3 | 4,5 | 13,3 |

### NBA

#### Regular season
| Anno       | Squadra         | PG   | PT   | MP   | TC%  | 3P%   | TL%  | RP    | AP  | PRP | SP   | PP   |
| ---------- | --------------- | ---- | ---- | ---- | ---- | ----- | ---- | ----- | --- | --- | ---- | ---- |
| 1984-1985  | Houston Rockets | 82   | 82   | 35,5 | 53,8 | —     | 61,3 | 11,9  | 1,4 | 1,2 | 2,7  | 20,6 |
| 1985-1986  | Houston Rockets | 68   | 68   | 36,3 | 52,6 | —     | 64,5 | 11,5  | 2,0 | 2,0 | 3,4  | 23,5 |
| 1986-1987  | Houston Rockets | 75   | 75   | 36,8 | 50,8 | 20,0  | 70,2 | 11,4  | 2,9 | 1,9 | 3,4  | 23,4 |
| 1987-1988  | Houston Rockets | 79   | 79   | 35,8 | 51,4 | 0,0   | 69,5 | 12,1  | 2,1 | 2,1 | 2,7  | 22,8 |
| 1988-1989  | Houston Rockets | 82   | 82   | 36,9 | 50,8 | 0,0   | 69,6 | 13,5* | 1,8 | 2,6 | 3,4  | 24,8 |
| 1989-1990  | Houston Rockets | 82   | 82   | 38,1 | 50,1 | 16,7  | 71,3 | 14,0* | 2,9 | 2,1 | 4,6* | 24,3 |
| 1990-1991  | Houston Rockets | 56   | 50   | 36,8 | 50,8 | 0,0   | 76,9 | 13,8  | 2,3 | 2,2 | 3,9* | 21,2 |
| 1991-1992  | Houston Rockets | 70   | 69   | 37,7 | 50,2 | 0,0   | 76,6 | 12,1  | 2,2 | 1,8 | 4,3  | 21,6 |
| 1992-1993  | Houston Rockets | 82   | 82   | 39,5 | 52,9 | 0,0   | 77,9 | 13,0  | 3,5 | 1,8 | 4,2* | 26,1 |
| 1993-1994† | Houston Rockets | 80   | 80   | 41,0 | 52,8 | 42,1  | 71,6 | 11,9  | 3,6 | 1,6 | 3,7  | 27,3 |
| 1994-1995† | Houston Rockets | 72   | 72   | 39,6 | 51,7 | 18,8  | 75,6 | 10,8  | 3,5 | 1,8 | 3,4  | 27,8 |
| 1995-1996  | Houston Rockets | 72   | 72   | 38,8 | 51,4 | 21,4  | 72,4 | 10,9  | 3,6 | 1,6 | 2,9  | 26,9 |
| 1996-1997  | Houston Rockets | 78   | 78   | 36,6 | 51,0 | 31,3  | 78,7 | 9,2   | 3,0 | 1,5 | 2,2  | 23,2 |
| 1997-1998  | Houston Rockets | 47   | 45   | 34,7 | 48,3 | 0,0   | 75,5 | 9,8   | 3,0 | 1,8 | 2,0  | 16,4 |
| 1998-1999  | Houston Rockets | 50   | 50   | 35,7 | 51,4 | 30,8  | 71,7 | 9,6   | 1,8 | 1,6 | 2,5  | 18,9 |
| 1999-2000  | Houston Rockets | 44   | 28   | 23,8 | 45,8 | 0,0   | 61,6 | 6,2   | 1,4 | 0,9 | 1,6  | 10,3 |
| 2000-2001  | Houston Rockets | 58   | 55   | 26,6 | 49,8 | 0,0   | 62,1 | 7,4   | 1,2 | 1,2 | 1,5  | 11,9 |
| 2001-2002  | Toronto Raptors | 61   | 37   | 22,6 | 46,4 | 0,0   | 56,0 | 6,0   | 1,1 | 1,2 | 1,5  | 7,1  |
| Carriera   | Carriera        | 1238 | 1186 | 35,7 | 51,2 | 20,2  | 71,2 | 11,1  | 2,5 | 1,7 | 3,1  | 21,8 |
| All-Star   | All-Star        | 12   | 8    | 23,2 | 40,9 | 100,0 | 52,0 | 7,8   | 1,4 | 1,3 | 1,9  | 9,8  |

#### Play-off
| Anno     | Squadra         | PG  | PT  | MP   | TC%  | 3P%  | TL%   | RP    | AP  | PRP | SP   | PP    |
| -------- | --------------- | --- | --- | ---- | ---- | ---- | ----- | ----- | --- | --- | ---- | ----- |
| 1985     | Houston Rockets | 5   | 5   | 37,4 | 47,7 | -    | 100,0 | 13,0  | 1,4 | 1,4 | 2,6  | 21,2  |
| 1986     | Houston Rockets | 20  | 20  | 38,3 | 53,0 | 0,0  | 63,8  | 11,8  | 2,0 | 2,0 | 3,5  | 26,9  |
| 1987     | Houston Rockets | 10  | 10  | 38,9 | 61,5 | 0,0  | 74,2  | 11,3  | 2,5 | 1,3 | 4,3* | 29,2  |
| 1988     | Houston Rockets | 4   | 4   | 40,5 | 57,1 | 0,0  | 88,4  | 16,8* | 1,8 | 2,3 | 2,8  | 37,5* |
| 1989     | Houston Rockets | 4   | 4   | 40,5 | 51,9 | -    | 68,0  | 13,0* | 3,0 | 2,5 | 2,8  | 25,3  |
| 1990     | Houston Rockets | 4   | 4   | 40,3 | 44,3 | -    | 70,6  | 11,5  | 2,0 | 2,5 | 5,8* | 18,5  |
| 1991     | Houston Rockets | 3   | 3   | 43,0 | 57,8 | 0,0  | 82,4  | 14,7  | 2,0 | 1,3 | 2,7  | 22,0  |
| 1993     | Houston Rockets | 12  | 12  | 43,2 | 51,7 | 0,0  | 82,7  | 14,0  | 4,8 | 1,8 | 4,9* | 25,7  |
| 1994†    | Houston Rockets | 23  | 23  | 43,0 | 51,9 | 50,0 | 79,5  | 11,0  | 4,3 | 1,7 | 4,0  | 28,9* |
| 1995†    | Houston Rockets | 22  | 22  | 42,2 | 53,1 | 50,0 | 68,1  | 10,3  | 4,5 | 1,2 | 2,8  | 33,0* |
| 1996     | Houston Rockets | 8   | 8   | 41,1 | 51,0 | 0,0  | 72,5  | 9,1   | 3,9 | 1,9 | 2,1  | 22,4  |
| 1997     | Houston Rockets | 16  | 16  | 39,3 | 59,0 | 0,0  | 73,1  | 10,9  | 3,4 | 2,1 | 2,6  | 23,1  |
| 1998     | Houston Rockets | 5   | 5   | 38,0 | 39,4 | 0,0  | 72,7  | 10,8  | 2,4 | 1,0 | 3,2  | 20,4  |
| 1999     | Houston Rockets | 4   | 4   | 30,8 | 42,6 | -    | 87,5  | 7,3   | 0,5 | 1,3 | 0,8  | 13,3  |
| 2002     | Toronto Raptors | 5   | 0   | 17,2 | 54,5 | -    | 66,7  | 3,8   | 0,4 | 1,4 | 0,8  | 5,6   |
| Carriera | Carriera        | 145 | 140 | 39,6 | 52,8 | 22,2 | 71,9  | 11,2  | 3,2 | 1,7 | 3,3* | 25,9  |

#### Massimi in carriera
- Massimo di punti: 52 vs Denver Nuggets (19 aprile 1990)[13]
- Massimo di rimbalzi: 26 vs Dallas Mavericks (30 aprile 1988)
- Massimo di assist: 12 vs Golden State Warriors (1º dicembre 1994)
- Massimo di palle recuperate: 8 (3 volte)
- Massimo di stoppate: 12 (2 volte)
- Massimo di minuti giocati: 53 (2 volte)

## Palmarès

### NCAA
- MVP delle Final Four: 1983

### NBA
- Campionato NBA: 2

Houston Rockets: 1994, 1995
- MVP della regular season: 1994
- MVP delle finali: 2

1994, 1995
- Difensore dell'anno: 2

1993, 1994
- Prima scelta assoluta al Draft NBA 1984
- Squadre All-NBA: 12
  - First Team: 1987, 1988, 1989, 1993, 1994, 1997
  - Second Team: 1986, 1990, 1996
  - Third Team: 1991, 1995, 1999
- Squadre All-Defensive: 9
  - First Team: 1987, 1988, 1990, 1993, 1994
  - Second Team: 1985, 1991, 1996, 1997
- Convocazioni all'All-Star Game: 12

1985, 1986, 1987, 1988, 1989, 1990, 1992, 1993, 1994, 1995, 1996, 1997
- All-Rookie First Team: 1984
- Miglior rimbalzista: 2

1989, 1990
- Miglior stoppatore: 3

1990, 1991, 1993
- 2 volte maggior numero di rimbalzi totali in stagione NBA
- 2 volte maggior numero di rimbalzi difensivi in stagione NBA
- 1 volte maggior numero di rimbalzi offensivi in stagione NBA
- Inserito tra i 50 migliori giocatori del cinquantenario della NBA
- Inserito nel NBA 75th Anniversary Team
- Introdotto nel 2008 nella Hall of fame
- La sua maglia n. 34 è stata ritirata dagli Houston Rockets e dalla Università di Houston

### Nazionale
- Medaglia d'oro alle Olimpiadi di Atlanta 1996

### Record personali
- Unico giocatore nella storia ad aver vinto nella stessa stagione (1994) il titolo NBA, il premio di miglior difensore dell'anno e il titolo di MVP sia della stagione regolare che delle finali
- È stato il terzo dei soli quattro giocatori a realizzare una quadrupla doppia (18 punti, 16 rimbalzi, 10 assist e 11 stoppate), il 29 marzo 1990 contro i Milwaukee Bucks[11]
- Ha realizzato sei 5x5 (almeno 5 in cinque differenti voci statistiche), record per un giocatore NBA, e due 5x6
- È l'unico giocatore NBA ad aver totalizzato almeno 7 palle recuperate e 7 stoppate nella stessa partita, il 10 marzo 1987 contro i Seattle SuperSonics.
- Record NBA per numero di stoppate (3830)[14]
- Detentore del record di stoppate in una singola partita di Playoff NBA (10 stoppate) (record condiviso con Mark Eaton e Andrew Bynum)
- Terzo giocatore di sempre ad essere il miglior rimbalzista e il miglior stoppatore nella stessa stagione (1989-90); solo Jabbar e Walton ci erano riusciti prima di lui
- È stato nella top ten di sempre per punti[15], rimbalzi[16], stoppate e palle rubate[17], cosa che lo ha reso per molti anni l'unico nella storia NBA a rientrare nei migliori dieci in quattro categorie diverse; in tempi recenti è uscito dalla top ten dei punti segnati
- Record di stoppate nei play-off (472)
- Record per il numero di stoppate messe a segno in media nelle partite di play-off (3,3)
- Unico giocatore ad aver totalizzato più di 200 stoppate e più di 200 palle rubate nella stessa stagione: nel 1989 realizzò 282 stoppate e 218 palle rubate
- Unico giocatore ad aver accumulato più di 3.000 stoppate e più di 2.000 palle rubate in carriera
- Sedicesimo miglior marcatore di sempre sommando ABA e NBA
- Quattordicesimo miglior marcatore di sempre NBA[15] e miglior marcatore di sempre degli Houston Rockets
- Quattordicesimo miglior rimbalzista di sempre NBA
- Miglior stoppatore di sempre NBA
- Terzo migliore giocatore di sempre per stoppate a partita NBA in regular season (3,09 stoppate a partita)
- Decimo miglior giocatore per palle rubate di sempre NBA

## Dopo il ritiro
Olajuwon è impegnato in maniera costante in azioni di beneficenza e di aiuto in favore di alcuni paesi africani in difficoltà; attualmente, inoltre, svolge il ruolo di ambasciatore ufficiale della NBA nel continente africano.
Possiede tuttora una casa nell'area di Houston ed è attivo nel settore immobiliare.
La sua attività cestistica non è finita: The Dream infatti svolge numerosi corsi di perfezionamento tecnico, attraverso i quali cerca di trasmettere la sua esperienza e la sua innata tecnica alle giovani leve NBA.
Tra i suoi allievi più illustri ci sono stati Yao Ming e Emeka Okafor; nell'estate 2009 anche Kobe Bryant si è rivolto a lui: pur essendo una guardia e non un centro, Kobe voleva imparare alcuni movimenti spalle a canestro per ampliare ulteriormente il suo gioco. Nell'estate 2011 LeBron James ha effettuato sessioni di allenamento con Olajuwon.
Altri allievi sono stati Carmelo Anthony, Amar'e Stoudemire, JaVale McGee e Kenneth Faried. Il centro Dwight Howard, già seguito da Hakeem ai tempi della militanza con gli Orlando Magic, dopo una prima infelice esperienza ai Los Angeles Lakers si trasferì proprio agli Houston Rockets, potendo quindi lavorare più frequentemente con Olajuwon.
Viene citato (insieme ad un altro grande cestista, Allen Iverson) nella canzone I love college di Asher Roth.
In occasione nel Draft 2014 è stato chiamato sul palco dal neo-commissioner NBA Adam Silver, per celebrare l'ex-commissioner David Stern: Olajuwon fu infatti la prima chiamata assoluta in un Draft nella carriera trentennale di Stern.

## Vita privata
Olajuwon ha sposato la sua attuale moglie Dalia Asafi l'8 agosto 1996 a Houston. Insieme hanno avuto due figlie, Rahmah e Aisha Olajuwon. Hakeem ha anche un'altra figlia, Abisola Olajuwon, nata nel 1988 dalla sua prima moglie Lita Spencer. Abi, alta 1,93 per 107 kg di peso, è stata una cestista come il padre: ha giocato infatti come centro per le Chicago Sky nella WNBA.